# Dom dzienny, dom nocny
Dom dzienny, dom nocny – powieść Olgi Tokarczuk wydana po raz pierwszy w 1998 roku nakładem wydawnictwa Ruta. W 1999 roku książka ta sprzedała się w 40 tysiącach egzemplarzy, co umieściło ją na szóstym miejscu literackich bestsellerów polskich autorów i autorek.
Pod koniec 2000 r. wydawnictwo Bertelsmann zaprezentowało powieść w Internecie. W ten sposób Dom dzienny, dom nocny został pierwszą w Polsce powieścią udostępnioną przez Internet w formie elektronicznej. Książkę udostępniono w formie zwykłego pliku tekstowego. Fakt ten uważany jest za początek rynku książki elektronicznej w Polsce.
Przetłumaczona przez Antonię Lloyd-Jones, ukazała się w języku angielskim pt. House of day, house of night (Londyn: Granta Books, 2002; Evanston (Illinois): Northwestern Univ. Press, 2003).

## Opinie krytyki
Jarosław Klejnocki w recenzji z 1998 określił książkę „najambitniejszym projektem prozatorskim Olgi Tokarczuk”, wskazywał też na to, że mieszają się w niej różne stylistyki i gatunki. Dariusz Nowacki, dotychczas niechętny twórczości tej pisarki, uznał Dom dzienny, dom nocny za pierwszą dobrą rzecz w jej dorobku. Kinga Dunin chwaliła Tokarczuk za odnalezienie własnego głosu, wskazywała też, że książka pomaga czytelnikom w uporaniu się z lękiem przed śmiercią. Przemysław Czapliński z kolei określił ją „jedną z najpiękniejszych sylw” w polskiej literaturze.

## Nagrody
- Nagroda im. Władysława Stanisława Reymonta (1998)[11]
- Nagroda w plebiscycie czytelników Nagrody literackiej Nike (1999)[12]